# Побойка
Побойка — река в России, протекает в Гусь-Хрустальном и Судогодском районах Владимирской области. Устье реки находится в 46 км по левому берегу реки Судогда. Длина реки составляет 25 км, площадь водосборного бассейна — 89,7 км².
Исток реки находится в черте посёлка Красное Эхо, где на реке устроена запруда. Река течёт на северо-восток, протекает деревни Фёдоровка, Павликово, Прокунино, Вольная Артёмовка, Данильцево, Медведцево. Впадает в Судогду у деревни Райки.

## Данные водного реестра
По данным государственного водного реестра России, относится к Окскому бассейновому округу, водохозяйственный участок реки — Клязьма от города Владимир до города Ковров, без реки Нерль, речной подбассейн реки — бассейны притоков Оки от Мокши до впадения в Волгу. Речной бассейн реки — Ока.
Код объекта в государственном водном реестре — 09010300912110000032851.